# Linów (Mazovie)
Pour les articles homonymes, voir Linow.
Linów (prononciation : [ˈlinuf]) est un village polonais de la gmina de Zwoleń dans le powiat de Zwoleń de la voïvodie de Mazovie dans le centre-est de la Pologne.
Il se situe à environ 7 kilomètres au nord-ouest de Zwoleń (siège de la gmina et de la powiat) et 98 kilomètres au sud de Varsovie (capitale de la Pologne).

## Histoire
De 1975 à 1985, le village appartenait administrativement à la voïvodie de Radom.